# Николаевка (Лебяжский сельский совет, Чугуевский район)
Никола́евка (укр. Миколаївка; с 1824 по 1918 — Сериково) — село,
Лебяжский сельский совет,
Чугуевский район,
Харьковская область.
Код КОАТУУ — 6325484502. Население по переписи 2001 года составляет 53 (22/31 м/ж) человека.

## Географическое положение
Село Николаевка находится у истоков реки Лебяжья,
выше по течению примыкает село Николаевка (Чкаловский поселковый совет, Чугуевский район),
ниже по течению на расстоянии в 6 км расположено село Лебяжье.
На реке несколько запруд.
В 1,5 км от села проходит автомобильная дорога Р-07,
в 2,5 км расположена железнодорожная станция Пролесный.

## История
- 1824 — дата основания как село Сериково.
- 1918 — переименовано в село Николаевка.